# Friede von Küçük Kaynarca

Besiedlungsräume, grün: Osmanisches Reich, gelb schraffiert: Krim-Khanat zum Zeitpunkt der Unabhängigkeit

Der Friede von Küçük Kaynarca (teilweise auch Küçük Kaynarci geschrieben), häufig auch Frieden von Kütschük Kainardschi bzw. zeitgenössisch Frieden zwischen Rußland und der Pforte genannt, besiegelte am 10. Julijul. / 21. Juli 1774greg. das Ende des Russisch-Türkischen Krieges 1768–1774. In diesem in Kajnardscha (bulgarisch Кайнарджа; heutiges Nordost-Bulgarien) geschlossenen Vertrag erkannte der osmanische Sultan Abdülhamid I. seine Niederlage an. Er trat die Große und Kleine Kabardei im Kaukasus, die Stadt Asow, die Seefestungen Kertsch, Jenikale und Kinburn sowie das Gebiet zwischen Südlichem Bug und Dnepr an der Mündung des letzteren Flusses an das von Kaiserin Katharina II. regierte Russische Kaiserreich ab. Dieses wurde somit die bedeutendste Seemacht am Schwarzen Meer. Das Krim-Khanat wurde unabhängig und durfte seinen eigenen Khan wählen, doch wurde es im Jahr 1783 von Russland annektiert.
Des Weiteren wurde Russland der freie Schiffsverkehr auf dem Schwarzen Meer und die Durchfahrt von Handelsschiffen durch den Bosporus und die Dardanellen ins Mittelmeer garantiert. Zudem wurden von nun an die christlich-orthodoxen Bürger im Osmanischen Reich durch Russland protegiert, was häufige innenpolitische Einmischungen zur Folge hatte. Dies betraf vor allem Griechen, Georgier und Armenier. Im Gegenzug durfte Abdülhamid I. die religiöse Oberhoheit über die Muslime der Krim ausüben.
Außerdem wurde die Bukowina an die Habsburgermonarchie abgetreten, wie offiziell behauptet wurde, als „Dank für deren Vermittlungsbemühungen“.